# Lista localităților din provincia Kırşehir

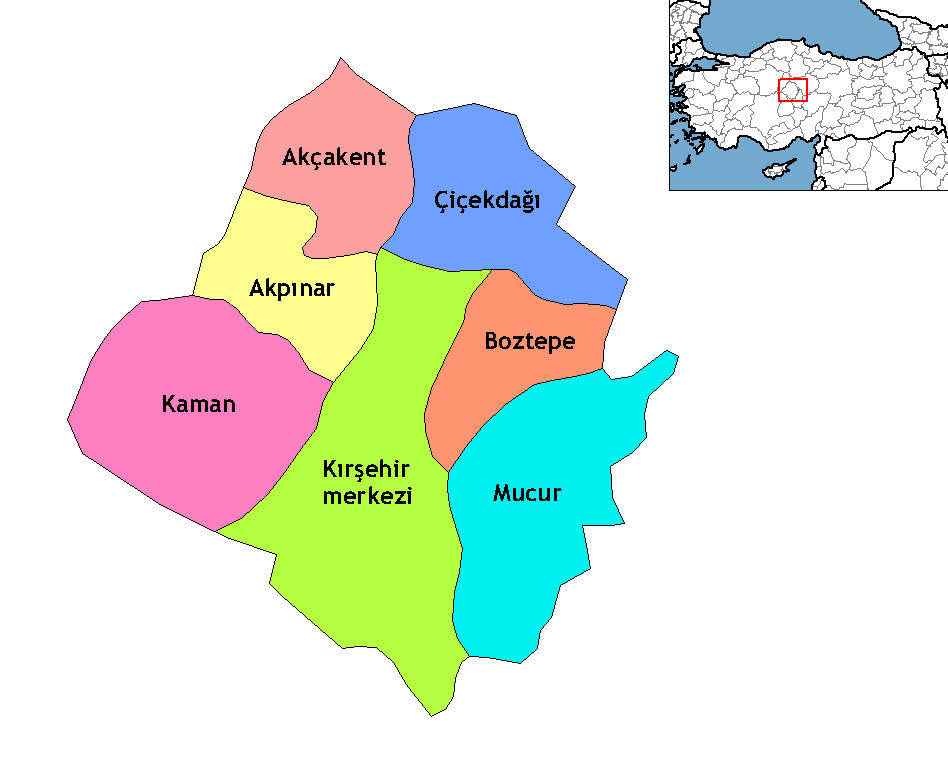
Provincia Kırşehir

Aceasta este lista localităților din Provincia Kırşehir, Turcia, după districte. În secțiunile de mai jos, prima localitate din fiecare listă este centrul administrativ al districtului.

## Kırşehir
- Kırşehir
- Akçaağıl, Kırşehir
- Çadırlıhacıyusuf, Kırşehir
- Çayağzı, Kırşehir
- Çuğun, Kırşehir
- Dedeli, Kırşehir
- Değirmenkaşı, Kırşehir
- Dulkadirli, Kırşehir
- Dulkadirlikaraisa, Kırşehir
- Dulkadirliyarımkale, Kırşehir
- Ecikağıl, Kırşehir
- Göllü, Kırşehir
- Güzler, Kırşehir
- Hashüyük, Kırşehir
- Homurlu Beşler, Kırşehir
- Homurlu Üçler, Kırşehir
- Kalankaldı, Kırşehir
- Karaboğaz, Kırşehir
- Karaduraklı, Kırşehir
- Karahıdır, Kırşehir
- Karalar, Kırşehir
- Karıncalı, Kırşehir
- Kartalkaya, Kırşehir
- Kesikköprü, Kırşehir
- Kırkpınar, Kırşehir
- Kocabey, Kırşehir
- Kortulu, Kırşehir
- Körpınar, Kırşehir
- Kurtbeliyeniyapan, Kırşehir
- Kuruağıl, Kırşehir
- Özbağ, Kırşehir
- Saraycık, Kırşehir
- Sevdiğin, Kırşehir
- Seyrekköy, Kırşehir
- Sıdıklıbüyükoba, Kırşehir
- Sıdıklıdarboğaz, Kırşehir
- Sıdıklıikizağıl, Kırşehir
- Sıdıklıkumarkaç, Kırşehir
- Sıdıklıküçükboğaz, Kırşehir
- Sıdıklıküçükoba, Kırşehir
- Sıdıklıortaoba, Kırşehir
- Taburoğlu, Kırşehir
- Tatarilyaskışla, Kırşehir
- Tatarilyasyayla, Kırşehir
- Tepesidelik, Kırşehir
- Toklümen, Kırşehir
- Tosunburnu, Kırşehir
- Ulupınar, Kırşehir
- Uzunaliuşağı, Kırşehir
- Yağmurluarmutlu, Kırşehir
- Yağmurlubüyükoba, Kırşehir
- Yağmurlukale, Kırşehir
- Yağmurlusayobası, Kırşehir
- Yeşilli, Kırşehir
- Yeşiloba, Kırşehir
- Yukarı Homurlu, Kırşehir

## Akpınar
- Akpınar
- Alişar, Akpınar
- Aşağıhomurlu, Akpınar
- Boyalık, Akpınar
- Büyükabdiuşağı, Akpınar
- Çalıburnu, Akpınar
- Çayözü, Akpınar
- Çebişler, Akpınar
- Çelebiuşağı, Akpınar
- Çiftlikmehmetağa, Akpınar
- Çiftliksarıkaya, Akpınar
- Demirci, Akpınar
- Deveci, Akpınar
- Durmuşlu, Akpınar
- Eldeleklidemirel, Akpınar
- Eldelekliortaoba, Akpınar
- Eşrefli, Akpınar
- Gülveren, Akpınar
- Hacımirza, Akpınar
- Hacıselimli, Akpınar
- Hanyerisarıkaya, Akpınar
- Himmetuşağı, Akpınar
- Karaova, Akpınar
- Kelismailuşağı, Akpınar
- Köşker, Akpınar
- Pekmezci, Akpınar
- Sofrazlı, Akpınar

## Akçakent
- Akçakent
- Avanoğlu, Akçakent
- Ayvalı, Akçakent		147
- Derefakılı, Akçakent		123
- Güllühüyük, Akçakent		75
- Hacıfakılı, Akçakent		256
- Hamzabey, Akçakent		358
- Hasanali, Akçakent		90
- Kilimli, Akçakent		333
- Kösefakılı, Akçakent		149
- Küçükabdiuşağı, Akçakent
- Mahsenli, Akçakent		84
- Ödemişli, Akçakent		74
- Ömeruşağı, Akçakent		684
- Polatlı, Akçakent		481
- Solakuşağı, Akçakent		198
- Taşlıoluk, Akçakent		179
- Tepefakılı, Akçakent		144
- Yaylaözü, Akçakent		135
- Yeşildere, Akçakent		173
- Yetikli, Akçakent		48

## Boztepe
- Boztepe
- Alişar, Akpınar
- Aşağıhomurlu, Akpınar
- Boyalık, Akpınar
- Büyükabdiuşağı, Akpınar
- Çalıburnu, Akpınar
- Çayözü, Akpınar
- Çebişler, Akpınar
- Çelebiuşağı, Akpınar
- Çiftlikmehmetağa, Akpınar
- Çiftliksarıkaya, Akpınar
- Demirci, Akpınar
- Deveci, Akpınar
- Durmuşlu, Akpınar
- Eldeleklidemirel, Akpınar
- Eldelekliortaoba, Akpınar
- Eşrefli, Akpınar
- Gülveren, Akpınar
- Hacımirza, Akpınar
- Hacıselimli, Akpınar
- Hanyerisarıkaya, Akpınar
- Himmetuşağı, Akpınar
- Karaova, Akpınar
- Kelismailuşağı, Akpınar
- Köşker, Akpınar
- Pekmezci, Akpınar
- Sofrazlı, Akpınar

## Çiçekdağı
- Çiçekdağı
- Akbıyıklı, Çiçekdağı
- Alahacılı, Çiçekdağı
- Alanköy, Çiçekdağı
- Alimpınar, Çiçekdağı
- Armutlu, Çiçekdağı
- Aşağıhacıahmetli, Çiçekdağı
- Bahçepınar, Çiçekdağı
- Baraklı, Çiçekdağı
- Beşikli, Çiçekdağı
- Boğazevci, Çiçekdağı
- Bozlar, Çiçekdağı
- Büyükteflek, Çiçekdağı
- Çanakpınar, Çiçekdağı
- Çepni, Çiçekdağı
- Çiçekli, Çiçekdağı
- Çopraşık, Çiçekdağı
- Çubuktarla, Çiçekdağı
- Demirli, Çiçekdağı
- Doğankaş, Çiçekdağı
- Gölcük, Çiçekdağı
- Hacıduraklı, Çiçekdağı
- Hacıhasanlı, Çiçekdağı
- Hacıoğlu, Çiçekdağı
- Halaçlı, Çiçekdağı
- Harmanpınar, Çiçekdağı
- Haydarlı, Çiçekdağı
- İbikli, Çiçekdağı
- Kabaklı, Çiçekdağı
- Kaleevci, Çiçekdağı
- Kavaklıöz, Çiçekdağı
- Kırdök, Çiçekdağı
- Kızılcalı, Çiçekdağı
- Konurkale, Çiçekdağı
- Köseli, Çiçekdağı
- Küçükteflek, Çiçekdağı
- Mahmutlu, Çiçekdağı
- Ortahacıahmetli, Çiçekdağı
- Pöhrenk, Çiçekdağı
- Safalı, Çiçekdağı
- Şahinoğlu, Çiçekdağı
- Tatbekirli, Çiçekdağı
- Tepecik, Çiçekdağı
- Topalali, Çiçekdağı
- Yalnızağaç, Çiçekdağı
- Yukarıhacıahmetli, Çiçekdağı

## Kaman
- Kaman
- Ağapınar, Kaman
- Aydınlar, Kaman
- Başköy, Kaman
- Bayındır, Kaman
- Bayramözü, Kaman
- Benzer, Kaman
- Büğüz, Kaman
- Çadırlı Hacıbayram, Kaman
- Çadırlı Körmehmet, Kaman
- Çağırkan, Kaman
- Darıözü, Kaman
- Değirmenözü, Kaman
- Demirli, Kaman
- Esentepe, Kaman
- Fakılı, Kaman
- Gökeşme, Kaman
- Gültepe, Kaman
- Hamit, Kaman
- Hirfanlı, Kaman
- İbrişim, Kaman
- İkizler, Kaman
- İmancı, Kaman
- İsahocalı, Kaman
- Kale, Kaman
- Karahabalı, Kaman
- Karakaya, Kaman
- Kargınyenice, Kaman
- Karkınkızıközü, Kaman
- Karkınmeşe, Kaman
- Karkınselimağa, Kaman
- Kekilliali, Kaman
- Kurancılı, Kaman
- Meşeköy, Kaman
- Mollaosmanlar, Kaman
- Ömerhacılı, Kaman
- Ömerkahya, Kaman
- Sarıömerli, Kaman
- Savcılıbağbaşı, Kaman
- Savcılıbüyükoba, Kaman
- Savcılıebeyit, Kaman
- Savcılıkışla, Kaman
- Savcılıkurutlu, Kaman
- Savcılımeryemkaşı, Kaman
- Tatık, Kaman
- Tepeköy, Kaman
- Yağmurlu Sarıuşağı, Kaman
- Yazıyolu, Kaman
- Yelek, Kaman
- Yeniköy, Kaman
- Yeniyapan, Kaman
- Yukarı Çiftlik, Kaman

## Mucur
- Mucur
- Aksaklı Mucur
- Altınyazı, Mucur
- Asmakaradam, Mucur
- Avcıköy, Mucur
- Aydoğmuş, Mucur
- Babur, Mucur
- Bayramuşağı, Mucur
- Bazlamaç, Mucur
- Budak, Mucur
- Büyükkayapa, Mucur
- Çatalarkaç, Mucur
- Dağçiftliğiköyü, Mucur
- Dalakçı, Mucur
- Devepınarı, Mucur
- Geycek, Mucur
- Gümüşkümbet, Mucur
- Güzyurdu, Mucur
- İnaç, Mucur
- Karaarkaç, Mucur
- Karacalı, Mucur
- Karakuyu, Mucur
- Karkın, Mucur
- Kepez, Mucur
- Kılıçlı, Mucur
- Kıran, Mucur
- Kızılağıl, Mucur
- Kızıldağyeniyapan, Mucur
- Kurugöl, Mucur
- Kuşaklı, Mucur
- Küçükburnağıl, Mucur
- Küçükkavak, Mucur
- Küçükkayapa, Mucur
- Medetsiz, Mucur
- Obruk, Mucur
- Palangıç, Mucur
- Pınarkaya, Mucur
- Rahmalar, Mucur
- Seyfe, Mucur
- Susuz, Mucur
- Yazıkınık, Mucur
- Yeğenağa, Mucur
- Yeniköy, Mucur
- Yeşilyurt, Mucur
- Yürücek, Mucur